# In the Mood (album)
| Recensione | Giudizio |
| ---------- | -------- |
| AllMusic   |          |

In the Mood è un album a nome The Mariachi Brass! Featuring Chet Baker, pubblicato dall'etichetta discografica World Pacific Records nel gennaio del 1967.

## Tracce

### LP
Lato A
1. Sunrise Serenade – 2:15 (testo: Jack Lawrence – musica: Frankie Carle)
2. At Last – 2:35 (testo: Mack Gordon – musica: Harry Warren)
3. Chattanooga Choo Choo – 2:42 (testo: Mack Gordon – musica: Harry Warren)
4. Serenade in Blue – 2:27 (testo: Mack Gordon – musica: Harry Warren)
5. In the Mood – 2:45 (musica: Joe Garland)
6. (I've Got a Gal In) Kalamazoo – 2:30 (testo: Mack Gordon – musica: Harry Warren)

Lato B
1. Little Brown Jug – 1:49 (musica: Joseph Winner; adattamento di George Tipton)
2. Tuxedo Junction – 2:38 (testo: Buddy Feyne – musica: Erskine Hawkins, Bill Johnson, Julian Dash)
3. A String of Pearls – 2:45 (testo: Eddie DeLange – musica: Jerry Gray)
4. Moonlight Serenade – 2:36 (testo: Mitchell Parish – musica: Glenn Miller)
5. Pennsylvania 6-5000 – 1:55 (testo: Carl Sigman – musica: Jerry Gray)
6. The Dating Game – 2:10 (musica: Chuck Barris, David Mook)

## Musicisti
- "The Mariachi Brass" – strumenti vari
- Chet Baker – flicorno
- George Tipton – arrangiamenti, direzione orchestra

Note aggiuntive
- Richard Bock – produttore
- Lanky Linstrot – ingegnere delle registrazioni
- Woody Woodward – art direction copertina album originale
- Peter Whorf – foto copertina album originale
- Eliot Tiegel – note retrocopertina album originale[3]